# Ryszard Żółtaniecki

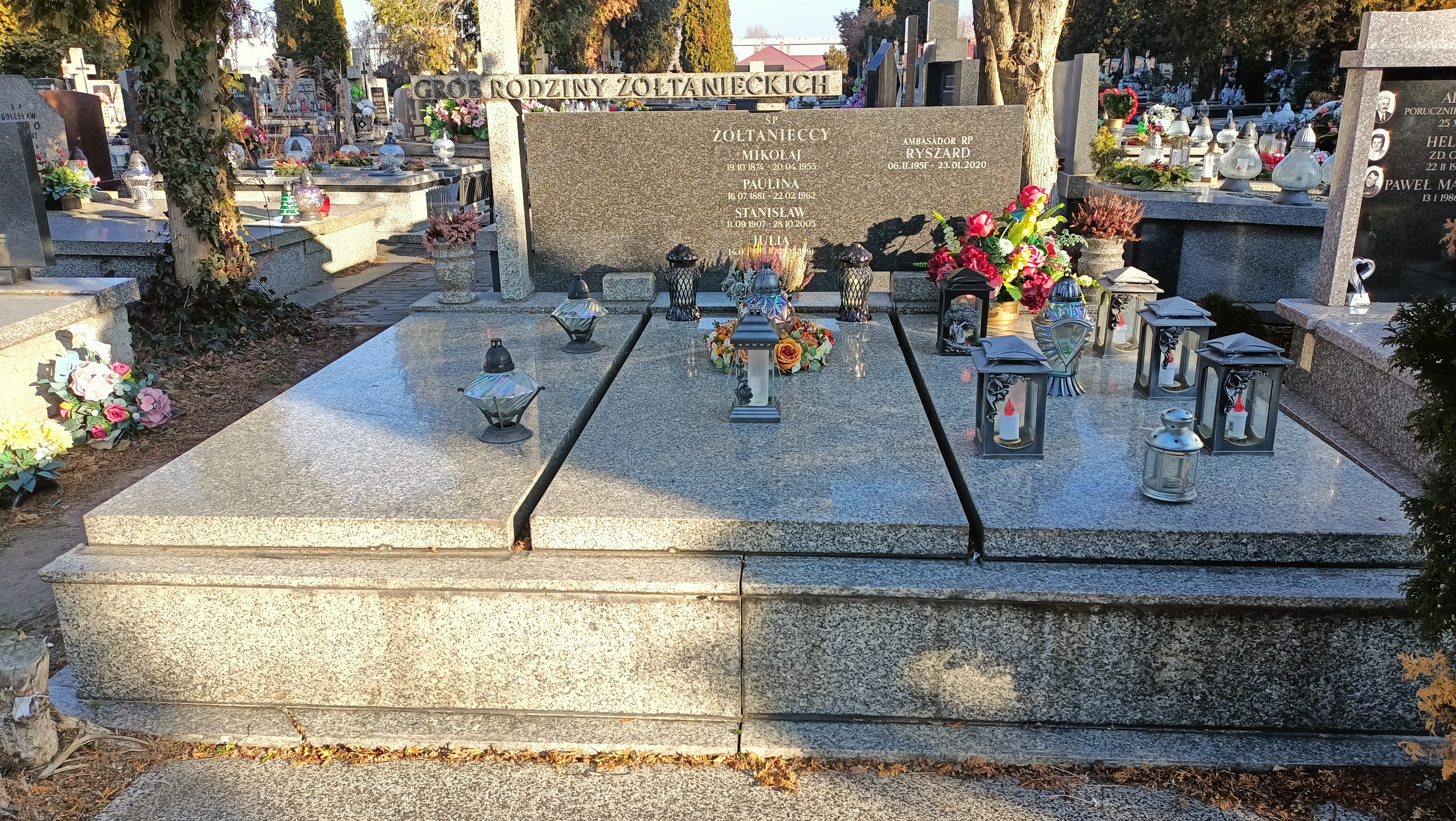
Grób Ryszarda Zółtanieckiego na cmentarzu w Pyrach

Ryszard Stanisław Żółtaniecki (ur. 6 listopada 1951 w Paszowicach, zm. 25 stycznia 2020 w Warszawie) – polski socjolog, dyplomata, nauczyciel akademicki i poeta.

## Życiorys
Absolwent Instytutu Socjologii Uniwersytetu Warszawskiego, adiunkt tamże w latach 1980–1990, doktor socjologii. Członek NSZZ „Solidarność”. W latach 2000–2018 wykładał w Collegium Civitas, gdzie m.in. kierował Akademią Służby Zagranicznej i Dyplomacji. Prezes Fundacji Kultury. W 1990 został dyrektorem Departamentu Polityki Kulturalnej i Naukowej Ministerstwa Spraw Zagranicznych. Ambasador RP w Grecji z akredytacją na Cyprze (1991–1996), dyrektor Instytutu Adama Mickiewicza. Ponadto pełnił też funkcje doradcy ministra spraw zagranicznych, wicedyrektora Departamentu Promocji i Informacji w MSZ. Opublikował dwa tomy poezji: „Wypędzeni” (Warszawa 1988) i „Roraty” (Podkowa Leśna 1999).
Pochowany w Warszawie na cmentarzu w Pyrach.

## Ważniejsze publikacje
- Więcej Europy, więcej kultury: zagraniczna polityka kulturalna państw europejskich i pozaeuropejskich. Warszawa: Wydawnictwo Instytutu Adama Mickiewicza, 2005. ISBN 83-88814-99-0. Brak numerów stron w książce
- Rekolekcje w Glendalough. Warszawa: Wydawnictwa Unikatowe Geisler i Geisler, 2003. ISBN 83-918220-0-1. Brak numerów stron w książce
- Roraty. Podkowa Leśna: 1999. ISBN 83-85275-75-4. Brak numerów stron w książce
- Wypędzeni. Warszawa: Przedświt, 1988. Brak numerów stron w książce